# Gornji Komren
Gornji Komren (em cirílico: Горњи Комрен) é uma vila da Sérvia localizada no município de Crveni krst, pertencente ao distrito de Nišava, na região de Ponišavlje. A sua população era de 910 habitantes segundo o censo de 2011.

## Demografia
| 1948 | 1953 | 1961 | 1971 | 1981 | 1991 | 2002 | 2011 |
| ---- | ---- | ---- | ---- | ---- | ---- | ---- | ---- |
| 606  | 665  | 767  | 749  | 846  | 722  | 946  | 910  |